# Аушра (газета)
«Аушра́» (лит. Aušra, «Зоря»; в оригінальній орфографії — Auszra) — перша литовська суспільно-літературна газета.

## Історія
Заснована групою однодумців на чолі з Йонасом Басанавічюсом, який спочатку був її редактором. Виходила щомісяця від лютого 1883 до червня 1886 року в Рагніті й Тільзиті (Пруссія), оскільки в Росії діяла заборона на друк литовською мовою латинським шрифтом, таємно переправлялась до Литви та нелегально поширювалась. Загалом вийшло сорок номерів. Через формат і періодичність у місяць її нерідко називають журналом.
Редагували газету Йонас Басанавічюс, Йонас Мікшас, Йонас Шлюпас, Мартінас Янкус, Юозас Андзюлайтіс.
Видання відіграло важливу роль у формуванні національної самосвідомості литовців, удосконаленні литовської літературної мови, розвитку литовської літератури. В «Аушрі» були опубліковані патріотичні віршовані твори Майроніса, Андрюса Віштяліса, Ксавераса Сакалаускаса-Ванагеліса, Пятраса Армінаса-Трупінеліса й інших на теми історичної долі Литви; твори письменників попереднього покоління, Діонізаса Пошки, Валерійонаса Ажукальніса, Антанаса Баранаускаса, що збереглись у рукописах; історико-літературні статті Мечисловаса Давайніса-Сильвестрайтіса, Станісловаса Дагіліса й інших авторів; а також рецензії й інші матеріали.